# 西村啓造
西村 啓造（にしむら けいぞう、1890年2月24日 - 1955年2月18日）は、日本の実業家、技術者。元古河電気工業社長。元東京大学生産技術研究所協議会会長。

## 人物・経歴
兵庫県出身。西村純一の長男。1914年東京帝国大学工科大学卒業。「古河日光精銅所に於ける精銅並びに加工」により1937年に日本鉱業会学会賞（渡辺賞）を受賞。古河電気工業日光精錬所所長を経て、1946年から古河電気工業社長を務め、サッカー部（のちのジェフユナイテッド市原・千葉）を創設。1948年兵器処理委員会に関する問題で、衆議院不当財産取引調査特別委員会に証人喚問された。
1949年に東京大学生産技術研究所協議会が発足すると評議員に就任。1952年から東京大学生産技術研究所協議会会長を務め、同年生産技術研究奨励会を設立し、同理事長就任。